# 98 Degrees
98 Degrees – amerykański boysband założony w Los Angeles w 1997 roku. Grupa składa się z czterech wokalistów: Nicka Lacheya, jego brata Drewa oraz Justina Jeffre’a i Jeffa Timonsa.

## Dyskografia

### Albumy studyjne
- 98 Degrees (1997)
- 98 Degrees and Rising (1998)
- This Christmas (1999)
- Revelation (2000)